# Dixmoor
Dixmoor – wieś w Stanach Zjednoczonych, w stanie Illinois, w hrabstwie Cook.